# San Martín de Lanzós
Lanzós (llamada oficialmente San Martiño de Lanzós) es una parroquia española del municipio de Villalba, en la provincia de Lugo, Galicia.

## Otras denominaciones
La parroquia también es conocida por el nombre de San Martín de Lanzós.

## Organización territorial
La parroquia está formada por treinta y nueve entidades de población, constando veintidós de ellas en el nomenclátor del Instituto Nacional de Estadística español:

### Entidades de población
Entidades de población que forman parte de la parroquia:
- A Pallota
- A Pereira
- A Revolta
- As Cádevas
- Bichicán
- Biduído
- Braínlle
- Caldas
- Candorca
- Carreiroa
- Casalousada (Casa Lousada)
- Escairo
- Febreiros (Os Febreiros)
- Ferreira
- Ferreiroa
- Fontebella (A Fontevella)
- Ladrela
- Lamelas
- Meixonfría
- Moreda
- Muruxás
- O Adro
- O Cotelo
- O Coto
- O Curadoiro
- O Pazo
- O Polo
- O Rego
- O Ribado
- O Sisto
- Os Lagos
- Paraños
- Pedrouzos (O Pedrouzo)
- Ramil
- Redondo
- Touriño
- Vilagondriz
- Vilate

### Despoblado
Despoblado que forma parte de la parroquia:
- Bustelo

## Demografía
| Gráfica de evolución demográfica de Lanzós entre 2000 y 2021 |
|                                                              |
| Datos según el nomenclátor publicado por el INE.             |